# Тенсегрити (Карлос Кастанеда)
«Магические пассы: практическая мудрость шаманов древней Мексики» (англ. Magical Passes: The Practical Wisdom of the Shamans of Ancient Mexico) — последняя книга Карлоса Кастанеды, опубликованная в 1998 году. В этой книге Карлос Кастанеда описывает комплекс энергетических упражнений «тенсегрити», которым его обучил Дон Хуан Матус.

## Тенсегрити
Система телесных движений, дыханий и позиций тела, называемых магическими пассами.
Согласно утверждениям Карлоса Кастанеды магические пассы открывали шаманы древней Мексики, находясь в состоянии "повышенного осознания" или "сновидения-наяву". Такое состояние, согласно книгам Карлоса Кастанеды, характеризуется ярко выраженной способностью сосредотачиваться и понимать все происходящее, особой интенсивностью интеллектуальных и интуитивных процессов. Эти магические пассы выполнялись с целью достижения состояния физического и умственного благополучия. Техника выполнения магических пассов долгое время хранилась группой дона Хуана в строгом секрете и передавалась только тем, кто встал на путь шамана. Эти пассы имели индивидуальные параметры и были предназначены для конкретных исполнителей. Современная версия пассов — тенсегрити — представляет собой переработанные версии этих движений и, по словам Карлоса Кастанеды, подходит для любого человека.
Магические пассы Тенсегрити сгруппированы в серии, выполнение каждой из которых имеет особое предназначение и оказывает определенный эффект на восприятие и самоощущение.
В 1995 году Кастанеда основал компанию Cleargreen Incorporated для преподавания этих пассов и продвижения филиалов в Америке, Европе и России.
В 1998 году была выпущена книга «Магические пассы: практическая мудрость шаманов древней Мексики». Было выпущено 4 обучающих видеофильма о Тенсегрити на DVD.
Инструкторы, демонстрирующие пассы на первых трех видео, называются чакмулы (англ.Chacmools), впоследствии их стали называть Трэкерами (англ. «Tracker») и Элементами (англ. «Element»).
В настоящее время эти названия упразднены, и деятельность по распространению наследия Кастанеды поддерживают Инструкторы Тенсегрити, организованные в Совет Директоров Cleargreen под председательством Кэрол Тиггс.
Магические пассы Тенсегрити преподаются всем желающим на семинарах, классах, вебинарах, проводимых инструкторами компании Cleargreen.
Кроме того, получили распространение группы, регулярно практикующие Тенсегрити во многих крупных городах России и стран СНГ.
В 2012 году Cleargreen Incorporated начали обучать практикующих, желающих стать инструкторами на специальных курсах для Фасилитаторов Тенсегрити. В настоящее время в России и на Украине преподают несколько десятков сертифицированных Инструкторов Тенсегрити разного уровня. 
Наибольшую популярность Тенсегрити Карлоса Кастанеды приобрело в Западной Европе (Испания, Германия, Великобритания, Нидерланды, Франция), Восточной Европе (Россия, Украина, Болгария), Южной Америке (Бразилия, Аргентина), Северной Америке (США, Мексика). Самые крупные группы практикующих в России сформировались в Москве и в Санкт-Петербурге, а на Украине — в Киеве.  Общее количество практикующих Тенсегрити Карлоса Кастанеды в странах бывшего СНГ по оценкам специалистов, составляет порядка двух тысяч человек. 
Цена за участие в трехдневном семинаре с участием учеников Карлоса Кастанеды составляет от семисот до полутора тысяч долларов с человека. Стоимость занятий в группах практики с сертифицированными инструкторами Тенсегрити составляет в среднем 200-500 рублей. Однако многие практикующие отмечают, что практику тенсегрити обязательно следует совмещать с практикой перепросмотра, во избежание возникновения проблем в личной жизни.    
Тенсегрити является зарегистрированной торговой маркой.   

## Книга
Книга состоит из трех глав. В первой главе «Магические пассы» речь идет о происхождении и предназначении магических пассов. Вторая глава «Тенсегрити» повествует о системе упражнений тенсегрити. Третья глава содержит подробное описание техники выполнения шести серий тенсегрити.

## Энергетические пассы
В 2010 году из состава Cleargreen Incorporated вышли два ученика Карлоса Кастанеды, Аэрин Александер и Майлс Рид,  которые основали собственную организацию, призванную распространять и популяризировать наследие Карлоса Кастанеды. Новая организация получила название Energy Life Sciences Institute, а методология обучения получила название Being Energy.  В рамках этой методологии Аэрин Александер и Майлс Рид обучают движениям и дыханиям, до степени неразличения похожим на Тенсегрити, однако используют для их названия выражение "энергетические пассы", поскольку словосочетание "магические пассы" для обозначения Тенсегрити также закреплено в качестве торговой марки за продакшен подразделением Cleagreen - Laugan Productions.